# Haugebonden
Haugebonden är en folkvisa av typen medeltidsballad. I TSB-katalogen har den typnummer TSB A 73.
Visan är känd från Norge och Färöarna (CCF 133 Gullsteinur). De flesta varianterna av denna visa är från Telemark, men den har också varit känd längs kusten från Agder i söder till Trondenes i norr. Innehållet tyder på att den kan ha varit en «kustvisa».
Visan berättar att bonden går ut i skogen på julafton och där möter haugebonden (I den färöiska visan heter han Gullsteinur) som klagar över att bondens drängar bekymrar honom. Bonden svarar att haugebonden har använt hans skepp i många år utan att betala hyra.
I telemarkstradition är en haugebonde detsamma som en tomte. Han är gårdens rå, den första som röjde gårdsmarken och den som ligger i gravhögen. Men i visan berättas att haugebonden håller till på skeppet. Detta kan betyda att haugebonden ursprungligen har varit ett skeppsrå eller en klabautermann, i så fall har han blivit haugebonde först när visan spridit sig till Telemark och där blivit en inlandsvisa.
Den vanligaste texten i nyare sångböcker är ett urval av Knut Liestøls rekonstruerade text.